# Всероссийская литературная премия имени Михаила Юрьевича Лермонтова
Всероссийская литературная премия имени Михаила Юрьевича Лермонтова — литературная премия, присуждаемая за верность лермонтовским традициям в литературе, за произведения, получивших общественное признание, а также за выдающийся вклад в лермонтоведение.
Учреждена в 2000 году. 
С 2007 премия носит название Всероссийской премии им. М.Ю. Лермонтова. Две премии присуждаются в номинации «За выдающиеся достижения в литературном творчестве, получившем широкое общественное признание»; одна – «За выдающийся вклад в культурно-просветительскую деятельность и формирование единого культурного пространства Пензенского края; премия в номинации «Молодое дарование» – в одной из областей: «Литература» (поэзия, проза, лермонтовская публицистика, культурологические работы), «Музыкальное искусство», «Изобразительное искусство».

## Учредители
Премия учреждена Союзом писателей России, Губернатором Пензенской области, Пензенской областной организацией Союза писателей России и Государственным Лермонтовским музеем - заповедником «Тарханы».

## Номинации
- За достижения в литературном творчестве, получившем широкое общественное признание
- За вклад в культурно-просветительскую деятельность и формирование единого культурного пространства Пензенского края
- Молодое дарование (с 2006 года)

## Лауреаты
В разные годы лауреатами премии стали: директор музея Тамара Мельникова, поэты Андрей Дементьев, Юрий Кузнецов, Анатолий Парпара, лермонтоведы Владимир Захаров и Петр Фролов, прозаики Константин Скворцов, Лев Котюков и др.

### 2000
- Фролов, Пётр Андреевич — первый лауреат

### 2001
- Штурмин, Геннадий Владимирович (Пенза), прозаик - за создание романа-эпопеи о Кузнецке «Дикое поле»
- Беличенко, Юрий Николаевич (Москва), поэт, публицист
- Захаров, Владимир Александрович (Тамань), лермонтовед
- Мельникова, Тамара Михайловна, директор музея-заповедника «Тарханы»

### 2002
- Кузнецов, Юрий Поликарпович (Москва), поэт
- Сорокин, Ефим (Пенза), прозаик – за роман «Енох»
- Ракушин, Федор Николаевич (Пенза), поэт. Посмертно

### 2003
- Дементьев, Андрей Дмитриевич[3] (Москва), поэт, редактор - за большой вклад в пропаганду творчества М. Ю. Лермонтова
- Котюков, Лев Константинович (Москва), поэт
- Погорелая, Елена Алексеевна (Пенза), историк, краевед
- Савин, Олег Михайлович (Пенза), поэт

### 2004
- Семичев, Евгений Николаевич (Самара), поэт - за книгу стихов «Твои соколики, Россия»
- Сидоренко, Виктор Александрович (Пенза), прозаик - за книгу «Однажды жили мы» и творчество последних лет
- Щеблыкин, Иван Павлович (Пенза), ученый-лермонтовед, профессор ПГПУ им. В. Г. Белинского - за большой вклад в исследование и пропаганду творческого наследия М. Ю. Лермонтова
- Васёва, Елена Владимировна (Пенза), поэтесса - за талантливые поэтические публикации

### 2005
- Яшина, Лариса Ивановна (Пенза), поэтесса - за поэтическое отражение культурного наследия пензенского края
- Верстаков, Виктор Глебович (Москва), поэт, прозаик, бард, секретарь правления Союза писателей России - за отражение в поэтическом творчестве героического и романтического образа войны, за книгу «Прощай, Афганистан»
- Куленко, Николай Андреевич (Пенза), пензенский поэт, заслуженный работник культуры РФ - за поэтический сборник "Путевые костры" и большой вклад в развитие литературы
- Дорошина, Вера Анатольевна (Пенза), поэтесса - за талантливые поэтические публикации

### 2006
- Вишняков, Михаил Евсеевич[4] (Чита), советский и российский поэт, прозаик - за поэтический двухтомник «Стихи и поэмы»
- Лидия Дорошина (Пенза), поэтесса, член Союза писателей России - за роман «Волны житейского моря» и книгу стихов «Августейшая любовь»;
- Виктор Иванов (Пенза), председатель правления Пензенского регионального отделения Союза писателей России, член Союза писателей России - за поэтический сборник "Одиноко стоящее дерево"
- Роман Рябов (Пенза), в номинации «Молодое дарование» – за талантливые поэтические публикации

### 2007
- Яшина, Лариса Ивановна
- Инюшкин, Николай Михайлович (Пенза), доктор философских наук, профессор ПГПУ им. В. Г. Белинского, автор книг по истории и культуре Пензенского края - за книгу биографических очерков о людях, заслуженно вписанных в историю отечественной культуры и вместе с тем причастных к жизни, творчеству и духовному наследию великого поэта, «Лермонтову причастны»
- Горланов, Геннадий Елизарович (Пенза), поэт, член Союза писателей России, профессор, заведующий кафедрой литературы и методики её преподавания ПГПУ им. В. Г. Белинского, автор многих поэтических сборников и литературоведческих исследований - за книгу стихов «Приметы времени»
- Творческая группа проекта «В русле «Суры» - за культурно-просветительскую деятельность, которую редакция литературного журнала «Сура» и областная библиотека им. М. Ю. Лермонтова с 2003 года проводили в Пензе и на территории десятков муниципальных образований Пензенской области.
- Захарова, Елена Владимировна (Тамбов), молодая тамбовская поэтесса, студентка ТГУ им. Г. Р. Державина - за талантливые поэтические публикации
- Шадчнева, Анна Ильинична (Пенза), юная художница - за иллюстрации к народным сказкам и произведениям Лермонтова, Чехова, Куприна

### 2008
- Соколовский, Сергей Константинович (Москва), поэт, член Союза писателей России, офицер запаса - за поэтический сборник «Алтарь любви»
- Шигин, Борис Владиленович (Пенза), поэт, член Союза писателей России, главный редактор литературного журнала «Сура» - за книгу стихов «Пока решает третья Парка»;
- Губернаторская симфоническая капелла города Пензы (Пенза) - за культурно-просветительскую деятельность и формирование единого культурного пространства на территории Пензенской области
- Кадникова, Татьяна Владимировна (Пенза), поэт, член Союза писателей России, редактор отдела прозы литературного журнала «Сура» - за талантливые поэтические публикации

### 2009
- Сухов, Валерий Алексеевич (Пенза), поэт - за сборник стихов «Архангельский мой собор»
- Полянская, Екатерина Владимировна (Санкт-Петербург), поэтесса – за поэтический сборник «Сопротивление».
- Фольклорный ансамбль «Лель» (Пенза) - за творческий проект «Традиции – живая нить из прошлого в будущее».
- Хохлова, Вера (Рязань), поэтесса – за цикл стихов, опубликованных в сборниках «Новые имена России», «Мир спасённый»

### 2010
- Агапов, Виктор Данилович (Пенза), поэт. Премия присуждена посмертно
- Рыбкин, Анатолий Парфёнович (Москва), поэт
- Сальков, Геннадий Валентинович, художник - за серию изобразительных работ, посвященных творчеству М. Ю. Лермонтова
- Герасимова, Марина Владимировна(Пенза), поэтесса – за сборник стихов «Луна и кофейные зерна»
- Ермакова, Анастасия Геннадьевна(Москва) – за книгу «Точки радости»

### 2011
- Куленко, Николай Андреевич (Пенза), поэт – за большой вклад в развитие поэзии
- Коршунова, Ольга Валериановна (Заречный), поэтесса, бард
- Сычева, Любовь Владимировна (Пенза), заместитель директора по творческой деятельности ГАУК ПО «Пензаконцерт» - за разработку и реализацию творческого проекта уроков-концертов «Прикосновение к прекрасному».
- Знобищева, Мария Игоревна (Тамбов), поэтесса

### 2012
- Костров, Владимир Андреевич[5]
- Наталья Гранцева (Санкт-Петербург)
- Шемшученко, Владимир Иванович (Санкт-Петербург), поэт – за книгу стихов «За три минуты до рассвета»
- Чепкасов, Евгений Валерьевич, этнограф, литературовед и писатель - за роман «Триада»
- Струнный квартет «Премьера» ГУАК ПО «Пензаконцерт» (Пенза) - за концертно-просветительскую деятельность
- Ютяева, Ирина Романовна (Электросталь), поэтесса - за книгу стихов и переводов «Римская луна»
- Нешева, Екатерина Андреевна (Москва), солистка ГУК "Москонцерт" - за вокальное мастерство в исполнении произведений русских композиторов, в том числе на стихи М. Ю. Лермонтова

### 2013
- Переяслов, Николай Владимирович (Москва), секретарь правления Союза писателей России
- Кельх, Виктор Викторович (Заречный), поэт - за многолетнюю литературную деятельность
- Творческая группа Пензенского драмтеатра и Объединения литературных музеев области – за постановку «Наш Лермонтов»
- Бударин, Сергей Сергеевич(Новокуйбышевск), поэт – за сборник стихов «Свет-синева»

### 2014
- Кириллов, Михаил Иванович (Пенза) - за книгу " Я иду по осени", объединившей его стихи последних лет
- Михайлов, Валерий Федорович (Казахстан) - за книгу " Лермонтов: Один меж небом и землей", где осмысливает уже известные и приводит новее факты биографии поэта
- Редакция журнала «Сура» - за рубрику "Под Лермонтовской звездой" в журнале "Сура" (2004-2014);
- Творческая группа Пензенской областной библиотеки им. М. Ю. Лермонтова - за выставочный проект "Послушай! Вспомни обо мне..."
- Попов, Василий Николаевич  (Ангарск) - за поэтический сборник "Дороги неба и земли"
- Аблаев, Бекир Абкеримович (Крым) - за книгу рассказов "Глоток чистого воздуха"
- Ютяева, Ирина Романовна (Электросталь), поэтесса - за поэтический сборник "Музыка колес"

### 2015
- Кудимова, Марина Владимировна (Москва), редактор «Литературной газеты»
- Кузнецов, Юрий Александрович (писатель) (Арбеков) (Пенза), писатель, поэт
- Творческая группа выставочного проекта Музея-заповедника «Тарханы» - за экспозицию «Этапы короткого пути. Жизнь и творчество М. Ю. Лермонтова»:
  - Ульянова, Вера Петровна  (с. Лермонтово, Белинский район Пензенской области), главный хранитель музейных предметов Музея-заповедника «Тарханы», Заслуженный работник культуры РФ
  - Сальков, Геннадий Валентинович, художник
- Тихонов, Александр Александрович (Тара, Омская область), поэт – за книгу стихов «Облачный парус».
- Постнова, Анна Сергеевна (с. Лермонтово, Белинский район Пензенской области), юная певица - за лучшее исполнение музыкальных произведений на стихи Михаила Лермонтова.

### 2016
- Буянов, Николай Анатольевич (Пенза), прозаик – за приключенческие романы «Теплый список» и «Умная Эльза»
- Ёмкин, Геннадий Максимович (Саров, Нижегородская область), поэт - за книгу стихотворений «Княжий щит» и литературное творчество последних лет
- Геккиев, Магомет Батталович (Нальчик, Кабардино-Балкарская Республика), балкарский поэт, переводчик – за уникальный перевод на балкарский язык поэмы Лермонтова «Мцыри».
- Камерный литературный театр «Голос поэта» (Пенза) - за проект «Звучащее слово Лермонтова».
- Чебалина, Елена Геннадьевна (Пенза)

### 2017
- Штурмин, Геннадий Владимирович (Кузнецк), поэт, писатель - за создание двух сборников стихов и двух повестей "Соль-диез минор" и "Ать, два-левой!"
- Бойко, Светлана Андреевна (Москва), литературовед - за книгу «Лермонтов. Московские страницы жизни и творчества»
- Кобзон, Иосиф Давыдович
- Сытина, Юлия Николаевна (Подмосковье) - за цикл научных, эссеистических и поэтических произведений

### 2018
- Прилепин, Захар[6] (Нижний Новгород), русский писатель, филолог, публицист - за книги «Непохожие поэты. Трагедии и судьбы большевистской эпохи», «Взвод. Офицеры и ополченцы русской литературы»
- Илья Новиков (Хакасия) (Хакасия), поэт, прозаик, победитель конкурса для молодых авторов «Радуга талантов»
- Давыдов, Владимир Николаевич (Пенза), член Союза писателей Российской Федерации, врач анестезиолог-реаниматолог Пензенской детской больницы имени Н. Ф. Филатова - за книгу «Избранное»
- Богатырев, Евгений Анатольевич (Москва), директор Государственного музея А. С. Пушкина — за вклад в культурно-просветительскую деятельность Пензенского края

### 2019
- Дарин Дмитрий Александрович (Москва)
- Филонов Вячеслав Вячеславович (Пенза)
- Творческая группа Пензенской областной библиотеки им. М.Ю. Лермонтова» (Пенза)
- Поташова Ксения (Москва)

### 2020
- Замшев Максим Адольфович (Москва)
- Сухов Валерий Алексеевич (Пенза)
- Пензенский русский народный хор им. народного артиста РСФСР О.В. Гришина (Пенза)

### 2021
- Лиханов Альберт Анатольевич (Москва)
- Бойко Нина Павловна (Пермь)
- Щацков Андрей Владиславович (Москва)
- Рогачева Екатерина (Смоленск)

### 2022
- Александр Орлов (Москва)
- Владимир Юраков (Пенза)
- Русский народный оркестр им. В.Н. Попова (Пенза)
- Федоренко Елена (Ростов-на-Дону)

### 2023
- Авдеева Татьяна Владимировна (Заречный)
- Лукьянович Николай Васильевич (Зеленоград)
- Творческая группа библиотекарей Пензенской областной библиотеки для детей и юношества (Пенза)
- Филатова, Татьяна Олеговна (Ульяновск)

## Книга о лауреатах премии Лермонтова
Книга, посвященная лауреатам премии имени М.Ю. Лермонтова, выпущена в Пензе в октябре 2018 года. В ней, на 206 страницах перечислены все деятели, удостоенные награды в период с 2000 по 2018 годы.